# 蔺新江
蔺新江（1946年8月28日—），出生在山东省。已退役足球运动员，前中国国家足球队球员，著名教练。

## 足球生涯
15岁时入选河北青年队，之后随球队在全国足球甲级联赛中不断征战并获得过较好的成绩。1970年入选国家队，在此期间多次随队参加国际比赛。1971年访非洲，1972年迎战来华访问的智利国家队。1974年参加第7届亚运会和第6届亚洲杯预赛，并取得决赛权。

## 执教经历
1976年退役并开始从事教练工作，曾执教过北京部队，天津泰达队、厦门厦新队以及中国女子足球国家队。